# 达利亚斯
达利亚斯，是西班牙安达卢西亚自治区阿尔梅里亚省的一个市镇。 总面积145km2, 总人口3625人（2001年），人口密度25人/km2。